# Airexpo
El Airexpo es una exhibición aérea y feria internacional del negocio de la aviación. Se celebra en el Aeropuerto de Muret-Lherm, cerca de Toulouse, en mayo.
El Airexpo es un evento comercial organizado por dos universidades de la industria aeroespacial francesa (ENAC e ISAE-SUPAERO), que persigue mostrar su potencial tanto en aeronaves civiles como militares. Es la tercera exhibición aérea más importante de Francia.
Actualmente se han celebrado casi 30 ediciones de la feria.